# جان آکهورست
جان آکهورست (انگلیسی: John Akehurst; ۱۲ فوریهٔ ۱۹۳۰ – ۲۰ فوریهٔ ۲۰۰۷) فرد نظامی اهل بریتانیا بود. وی همچنین برندهٔ جوایزی همچون نشان حمام و نشان امپراتوری بریتانیا شده‌است.